# Виктория-стрит (Сингапур)
Виктория-стрит (кит. 维多利亚街, англ. Victoria Street, там. விக்டோரியா ஸ்திரீட்) — улица в Центральной области Сингапура. Улица является продолжением Калланг-роуд и начинается от моста Виктории, тянется до Стэмфорд-роуд, после чего переходит в Хилл-стрит. По улице проходит граница между районами Рохор, Деловой центр и районом музеев.

## Название
Название улице дано по имени королевы Виктория (королева Великобритании) (1819—1901). В течение XIX века улица меняла название несколько раз: на карте 1822 года она обозначена как Рохор-стрит, но уже в 1836 году её наименование на карте изменилось на Марбро-стрит.
Китайцы называют улицу au bei chia lo — «задворки улицы лошадиных повозок» (под последней понимается Норт-Бридж-роуд). Тамильцы используют для обозначения улицы сочетание kammangala puthu kuthu madei sadakku (там. கம்மங்களாம் புது கூத்துமேடை சடக்க), что означает «улица Кампонг Глам и нового индусского театра» (отсылка к Кампонг Глам и тамильскому кинотеатру). Индийцы также называют её boyan kampam (там. போயான் கம்பம்) или pal kampam (там. பால் கம்பம்).
Малайцы называют улицу kampong boyan lama, что является напоминанием о старой деревне, находившейся неподалёку от Рохор-роуд.

## Достопримечательности
Виктория-стрит проходит через исторические районы Кампонг Глам, Бугис и Брас Басах. На ней расположено несколько достопримечательностей, в том числе:
- мечеть Малабар
- Национальная библиотека
- Церковь святого Иосифа
- Собор Доброго Пастыря
- CHIJMES